# Тера Росса
Тера Росса (італ. terra rossa, «червона земля»; лат. Terrae rossae) — червоноколірні утворення, які складаються з гідрослюд, гетиту і гематиту, рідко — з домішкою або перевагою каолініту, гібситу та беміту.
Terra rossa — вапнякова червона глина — тип ґрунту яскраво-червоного кольору із нейтральним рН, який часто зустрічається в Середземноморському регіоні. Незважаючи на низький вміст гумусу, він відносно родючий, якщо є достатнє водопостачання.

## Етимологія
Син. — червона земля, червоноземи. Від італ. — «терра» — земля, «росса» — червона.

## Утворення і поширення
Утворюється за рахунок нерозчинного залишку вапняків і пилу, що переноситься вітром в умовах посушливого або змінно-вологого тропічного і субтропічного клімату. Накопичується у вигляді плаща на дні карстових лійок. Цей тип ґрунту зазвичай зустрічається у вигляді несуцільного шару товщиною від кількох сантиметрів до кількох метрів, який покриває вапнякову та доломітову основу в карстових регіонах. Високий внутрішній дренаж і нейтральний pH terra rossa є результатом карстової природи підстилаючого вапняку та доломіту.
Тера Росса має частково елювіальне походження. Розповсюджені в прибережних р-нах Середземного моря, Східній Африці та інш.
Ґрунтоутворювальні процеси, відповідальні за Тера Росса, здебільшого відбувалися в неогені максимум 15 мільйонів років тому і складалися переважно з вимивання карбонатів, що містяться у вихідній породі, з одночасним накопиченням глинистих мінералів і оксидів заліза. До останнього також відноситься гематит, який дав початок червоного кольору. Припускають, що Тера Росса виникають з рендзинів протягом дуже тривалого періоду ґрунтоутворення.
Мінералогічні та хімічні аналізи утворення Тера Росса в середземноморському регіоні показують надходження червоного мінерального пилу з регіонів Сахари та Сахеля, яке відбулося між 12 000 і 25 000 років тому.

### Гіпотези щодо походження
Протягом останніх десятиліть геологи, геоморфологи та ґрунтознавці активно обговорювали походження terra rossa, її вихідного матеріалу та його зв'язок із підстилаючими вапняками та доломітами.
- Одна група вчених стверджує, що terra rossa, ймовірно, виникла внаслідок розчинення підстилаючих карбонатних порід і концентрації нерозчинного осаду та кремні в ньому як вихідного матеріалу для terra rossa.[4][5]
- Інша група вчених стверджує, що terra rossa не може бути утворена виключно з нерозчинних залишків підстилаючого вапняку та доломіту. Натомість вони припускають, що terra rossa має полігенетичне походження і що, залежно від їхнього географічного розташування, їхній вихідний матеріал, який був змінений педогенезом, містить екзотичні відкладення вулканічного попелу; невапнякові і недоломітові; і еолові джерела.[6]

- Остання група вчених стверджує, що terra rossa утворилася в результаті процесів метасоматичної заміни.[7]

## Наукова класифікація
Класифікація Terra Rossa змінюється залежно від використовуваної системи: Міжнародна класифікація ґрунтів World Reference Base for Soil Resources (WRB) відносить її до Chromic Luvisols або Chromic Cambisols (тобто кольорові Luvisols і Cambisols), тоді як у німецькому ґрунтознавстві вони згруповані разом із типом ґрунту Terra fusca належить до класу Terrae calcis. Клас Terrae calcis разом з, наприклад, буроземами, чорноземами і так далі, відноситься до відділу наземних грунтів.
Послідовність горизонту Ah/Tu/cC.
Ah: мінеральний верхній шар ґрунту з невеликою кількістю гумусу (максимум 10 відсотків).
Tu: Карбонатні породи (вапняк або доломіт) розчинилися в дощовій або ґрунтовій воді, а домішки, що містяться в них, глинисті мінерали, залишаються позаду і з вмістом не менше 65 відсотків за масою утворюють основний компонент цього горизонту. Він має коричнево-червоний колір, що зумовлено збагаченням гематиту (до > 5 відсотків).
cC: злегка вивітрена карбонатна порода (вапняк або доломіт) з принаймні 75 відсотками карбонату за масою.

## Використання
Terra rossa — родючий ґрунт, який висихає на поверхні влітку, але через свою товщину (>1 м) він достатньо глибокий, щоб зберігати достатньо води навіть у посуху. Тому він добре підходить для сільського господарства через велику кількість глини.
Добрі дренажні характеристики обумовлюють придатність ґрунту для виробництва вина. Серед інших виноробних регіонів він зустрічається в Ла-Манча в Іспанії та в районах вирощування Кунаварра, Флерьє, Враттонбуллі та долині Баросса в Австралії.

## Інтернет-ресурси
- Архівна копія на сайті Wayback Machine. (PDF-Datei; 33 kB)
- Архівна копія на сайті Wayback Machine. (mit Bildern)